# Barry Winchell
Barry Winchell (Kansas City, 31 agosto 1977 – Fort Campbell, 6 luglio 1999) è stato un militare statunitense, soldato di fanteria nell'Esercito degli Stati Uniti, ucciso da un commilitone, Calvin Glover; l'omicidio divenne un punto di riferimento nel dibattito sulla legge nota come Don't ask, don't tell che permetteva all'esercito di escludere dal servizio militare le persone in base al loro orientamento sessuale.
Winchell è morto di trauma cranico il 6 luglio 1999.
La storia di Winchell è raccontata nel film televisivo del 2003 Soldier's Girl. Nel film Winchell è interpretato da Troy Garity.